# Svenska mästerskapen i längdskidåkning 1979
Svenska mästerskapen i längdskidåkning 1979 arrangerades i Mora.

## Medaljörer, resultat

### Herrar
| Gren              | Guld                                                         | Guld                                                         | Silver             | Silver         | Brons           | Brons         |
| 15 km             | Thomas Wassberg                                              | Åsarna IK                                                    | Benny Kohlberg     | Arvika         | Erik Gustavsson | Malungs IF    |
| 30 km             | Thomas Wassberg                                              | Åsarna IK                                                    | Sven-Åke Lundbäck  | Bergnäsets AIK | Stig Jäder      | Jäderfors     |
| 50 km             | Erik Gustavsson                                              | Malungs IF                                                   | Christer Johansson | MoDo           | Tommy Lundberg  | Skellefteå SK |
| Stafett 3 x 10 km | Skellefteå SK (Erik Wäppling, Jarl Svensson, Tommy Lundberg) | Skellefteå SK (Erik Wäppling, Jarl Svensson, Tommy Lundberg) |                    |                |                 |               |
| Lagtävling 15 km  | Åsarna IK                                                    | Åsarna IK                                                    |                    |                |                 |               |
| Lagtävling 30 km  | Åsarna IK                                                    | Åsarna IK                                                    |                    |                |                 |               |
| Lagtävling 50 km  | Edsbyns SK                                                   | Edsbyns SK                                                   |                    |                |                 |               |

### Damer
| Gren             | Guld                                                      | Guld                                                      | Silver          | Silver      | Brons           | Brons     |
| 5 km             | Lena Carlzon-Lundbäck                                     | Malmbergets AIF                                           | Marie Johansson | Ludvika FFI | Carina Sandberg | Grava     |
| 10 km            | Lena Carlzon-Lundbäck                                     | Malmbergets AIF                                           | Marie Johansson | Ludvika FFI | Gunnel Mörtberg | Högbo GIF |
| 20 km            | Lena Carlzon-Lundbäck                                     | Malmbergets AIF                                           | Marie Johansson | Ludvika FFI | Gunnel Mörtberg | Högbo GIF |
| Stafett 3 x 5 km | Högbo GIF (Meeri Bodelid, Eva Lindqvist, Gunnel Mörtberg) | Högbo GIF (Meeri Bodelid, Eva Lindqvist, Gunnel Mörtberg) |                 |             |                 |           |
| Lagtävling 5 km  | Högbo GIF                                                 | Högbo GIF                                                 |                 |             |                 |           |
| Lagtävling 10 km | Högbo GIF                                                 | Högbo GIF                                                 |                 |             |                 |           |
| Lagtävling 20 km | Högbo GIF                                                 | Högbo GIF                                                 |                 |             |                 |           |

### Webbkällor
- Svenska Skidförbundet